# Carlo Alberto Quigini Puliga
Carlo Alberto Quigini Puliga (Casale Monferrato, 9 maggio 1840 – Camogli, 11 aprile 1913) è stato un ammiraglio e politico italiano, già distintosi come ufficiale nel corso della campagna piemontese in Italia centrale, dove fu decorato della medaglia d'argento al valor militare, e nel corso della terza guerra d'indipendenza italiana. Dopo aver comandato numerose unità, tra cui la nave da battaglia Caio Duilio, tra il 1 luglio 1898 e il 29 luglio 1900 ricoprì l'incarico di sottosegretario di stato alla Marina Successivamente fu vicepresidente del Consiglio superiore di Marina, comandante in capo del 2° Dipartimento militare marittimo di Napoli (1901-1903) e del  1º Dipartimento militare marittimo di La Spezia (1903-1905). Il 4 marzo 1905 fu nominato Senatore del Regno d'Italia.

## Biografia
Nacque a Casale Monferrato il 9 maggio 1840, figlio di Pietro e Angelina Chionio Nuvoli. Nel 1853 venne ammesso a frequentare la Regia Scuola di Marina, conseguendo la nomina a guardiamarina di seconda classe nel 1857, e di prima classe nel 1859. Partecipò alla campagna navale del 1860-1861 imbarcato dapprima sulla corvetta a ruote Governolo, e poi sulla pirofregata Vittorio Emanuele, venendo decorato con una medaglia d'argento al valor militare per essersi distinto nei combattimenti sul Garigliano e a Mola di Gaeta. Il 1 settembre 1860 venne promosso sottotenente di vascello, e luogotenente di vascello di seconda classe il 1 ottobre 1862. 
Nel 1866, durante la terza guerra d'indipendenza italiana, partecipò alla campagna navale contro l'Austria imbarcato sulla fregata a elica Italia e poi sul pirovascello Re Galantuomo. Promosso capitano di fregata il 1 marzo 1876, fu imbarcato sulla nuova nave da battaglia Caio Duilio, e poi sull'avviso Marcantonio Colonna durante la crisi in Egitto del 1880-1881. Divenuto capitano di vascello il 1 marzo 1885, fu comandante dell'ariete corazzato Affondatore (1885-1887), della fregata a elica Maria Adelaide e della nave da battaglia Lepanto. Capo di stato maggiore del 1° Dipartimento marittimo di La Spezia, venne promosso contrammiraglio il 16 febbraio 1893 e assunse il comando della 2ª Divisione della Squadra navale che fu attiva dal 1895 al 1896. Il 16 aprile 1896 fu promosso viceammiraglio, e assunse il comando militare marittimo della piazzaforte de La Maddalena, e nel 1897 fu comandante superiore del C.R.E.. Il 1 luglio 1898 fu nominato sottosegretario di stato alla Marina, incarico che mantenne fino al 29 luglio 1900. Successivamente fu vicepresidente del Consiglio superiore di Marina, comandante in capo del 2° Dipartimento militare marittimo di Napoli (1901-1903) e del  1° Dipartimento militare marittimo di La Spezia (1903-1905). Lasciato il servizio attivo nel 1905, fu nominato Senatore del Regno d'Italia il 4 marzo dello stesso anno. Si spense a Camogli l'11 aprile 1913.

### Fonti
1. 1 2 3 4 5 6 7 8 9 10 11 12  Alberini, Prosperini 2016, p. 438.